# 쇼트 360

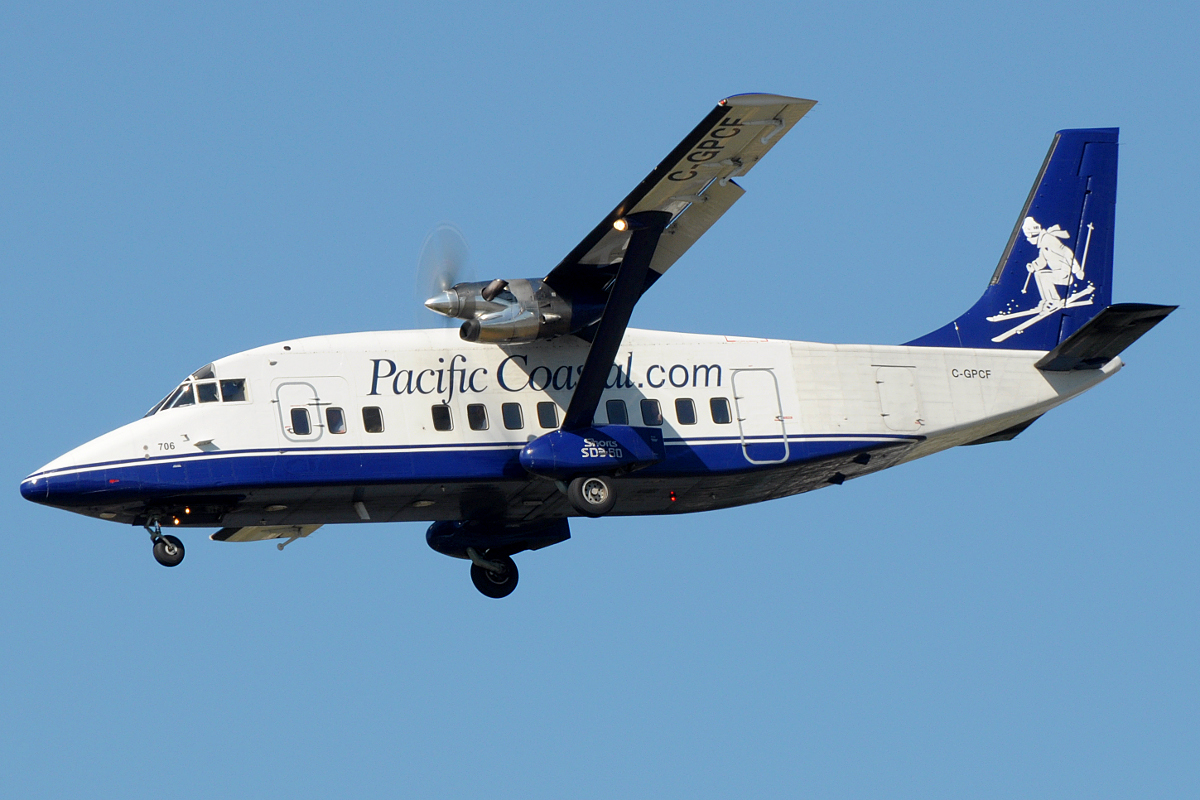
쇼트 360

쇼트 360(SD3-60, Short 360)은 1980년대에  북아일랜드 제조 업체에 의해 만들어진 소형 통근 항공기이다. 쇼트 360은 최대 39명의 승객을 수용할 수 있으며 1982년 11월에 도입되었다. 쇼트 330의 더 큰 버전이다.